# Ngetal
Ngetal is een bestuurslaag in het regentschap Trenggalek van de provincie Oost-Java, Indonesië. Ngetal telt 4362 inwoners (volkstelling 2010).